# 窦孝谌
窦孝谌（7世纪？—697年），字忠信，扶风郡平陵县（今陕西省咸阳市秦都区）人，祖籍河南郡洛阳县（今河南省洛阳市东），唐朝官员。

## 生平
窦孝谌官至太常卿、润州刺史、并州大都督。
窦孝谌的女儿嫁给唐高宗的第八子李旦，为孺人。李旦登基後，立其为德妃。
武则天建立武周，打压唐朝旧臣。长寿二年（693年），酷吏诬陷窦德妃与母亲庞氏行巫蛊之术。窦德妃被杀害。而窦孝谌被贬为罗州司马，死于武则天萬歲通天元年（697年）罗州官舍。
圣历元年（698年）归葬于洛阳，玄宗先天元年（712年）迁葬，与夫人庞氏合葬于咸阳之洪渎原。他的外孙、窦德妃的儿子李隆基后来即位为唐玄宗。
景雲元年（710年），追赠并州大都督、太尉、豳国公。

## 墓葬
2009年发掘，为斜坡墓道多天井双室砖券墓，墓室底距现存地表深12.5米。在在第四过洞下斜坡面上出土窦孝谌墓志一合。

## 家庭

### 曾祖父
- 窦荣定，西魏司卫上大夫、大将军、秦州刺史、陈国公，赠冀州刺史、谥号懿

### 祖父
- 窦抗，隋朝将作大匠、判纳言、右卫大将军、同州刺史，赠司空、谥号容

### 父亲
- 窦诞，唐朝右领军大将军、大理少卿、莘国公、食邑三千户，赠工部尚书、荆州大都督、谥号安

### 夫人
- 庞氏，右金吾大将军庞同善之女。被酷吏所诬陷，说他和女儿窦德妃咒诅不道，给事中薛季昶审问，罪当死。窦希瑊讼冤，徐有功明其冤枉，庞氏得免死

### 子
- 窦希瑊（663年—717年），豳国公，窦德妃的大弟，开元五年（717年）逝世，年五十四[3]。

- 窦希球（663年—733年），冀靖公，窦德妃的二弟，开元二十一年（733年）逝世，年七十一[1]。

- 窦希瓘（672年—754年），毕国公，窦德妃同母弟，天寶十三年（754年）逝世，年八十三。

- 窦希琬，窦德妃弟。

### 女
- 竇淑，燕國夫人，窦德妃姊，嫁张守让[4]。
- 窦德妃，母庞氏，子唐玄宗李隆基。
- 窦氏，鄧國夫人，窦德妃之妹。

### 外/孙子女
| 第二代 | 第三代                       | 第四代                       |
| ------ | ---------------------------- | ---------------------------- |
| 窦希瑊 | 窦鍊，司农卿。               |                              |
| 窦希瑊 | 窦钢，将作监。               |                              |
| 窦希瑊 | 窦氏，王昔妻。               |                              |
| 窦希瑊 | 恭应皇后窦氏，庆王李琮妻。   |                              |
| 窦希球 | 窦鉴                         | 窦荣                         |
| 窦希瓘 | 窦铉                         |                              |
| 窦希瓘 | 窦锷，妻唐玄宗女昌乐公主。   | 窦克恭                       |
| 窦希瓘 | 窦濬                         |                              |
| 窦希瓘 | 窦沔                         | 窦克良，妻唐代宗女寿昌公主。 |
| 窦希瓘 | 窦沔                         | 窦克温                       |
| 窦希瓘 | 窦漼                         |                              |
| 窦希琬 | 窦锋                         | 窦昱                         |
| 窦希琬 | 窦锋                         | 窦旵                         |
| 窦淑   | 张去惑                       |                              |
| 窦淑   | 张去疑                       |                              |
| 窦淑   | 张去奢                       |                              |
| 窦淑   | 张去逸                       | 张氏，唐肃宗皇后。           |
| 窦淑   | 张去盈，妻唐玄宗女常芬公主。 |                              |